# Katchari
Pour l’article homonyme, voir Katchari (cours d'eau).
Katchari est une localité située dans le département de Dori de la province du Séno dans région Sahel au Burkina Faso. Elle est traversée par le Katchari.